# معتمدية جربة أجيم

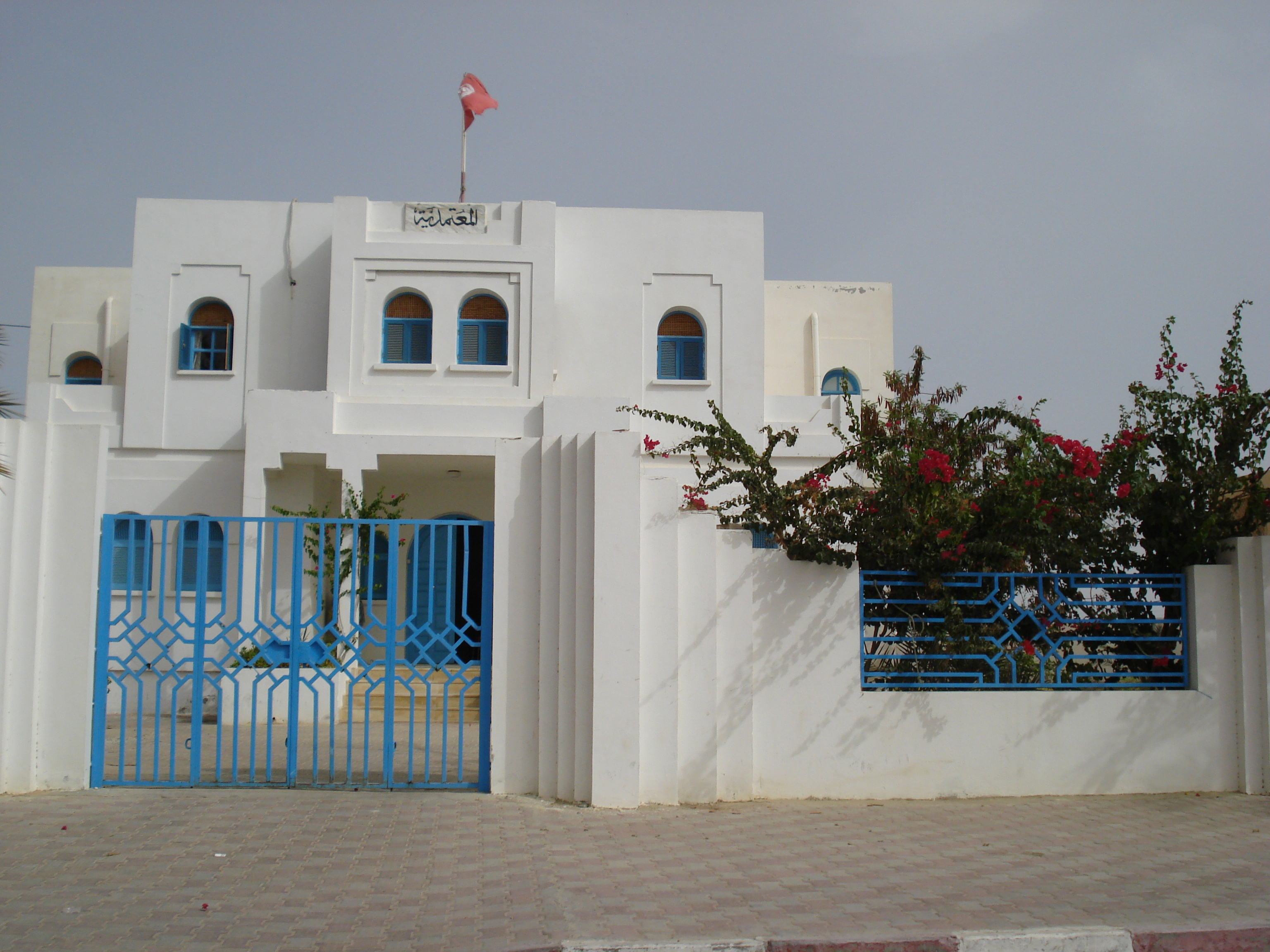
مقرّ معتمدية جربة أجيم

معتمدية جِرْبَة أَجِيم أو معتمدية جِرْبَة آجِيم إحدى المعتمديات الثلاثة لجزيرة جربة بالجنوب التونسي. مركزها مدينة أجيم.

### مواضيع ذات علاقة
- جربة.
- أجيم.
- معتمدية جربة حومة السوق.
- معتمدية جربة ميدون.